# Sugar, We're Goin Down
«Sugar, We're Goin Down» es una canción de la banda de rock estadounidense Fall Out Boy, lanzada a las emisoras de radio estadounidenses el 4 de abril de 2005 como el sencillo principal de su segundo álbum de estudio, From Under the Cork Tree (2005). La música fue compuesta por el vocalista Patrick Stump y letras escritas por el bajista Pete Wentz, esta se grabó entre septiembre de 2004 y marzo de 2005 y fue producida por Neal Avron. Su lanzamiento contó con varias versiones en CD, Enhanced CD y vinilos de siete pulgadas.
El sencillo alcanzó el puesto número ocho en la lista estadounidense Billboard Hot 100 y de sus 42 semanas en el conteo, pasó cinco en el top diez y veinte en el top veinte. Esta fue la primera pista de la banda dentro de las primeras diez posiciones en Estados Unidos y los catapultó al mainstream, exponiéndolos a una nueva audiencia. La canción también se convirtió en el primer sencillo de la banda en vender dos millones de copias, y para febrero de 2013 había vendido 4,639,000. Finalmente fue certificada ocho veces platino por la Recording Industry Association of America (RIAA) en noviembre de 2023. La canción también recibió las certificaciones de doble platino y oro por parte de Music Canada y la Industria Fonográfica Británica (BPI), respectivamente.
La canción aparece en el videojuego de karaoke Lips (como contenido descargable) y en Karaoke Revolution Presents: American Idol, y también es una canción jugable en Band Hero. Está en la película de 2005 The Fog y en su banda sonora. La artista de country pop estadounidense Taylor Swift hizo una versión de "Sugar, We're Goin Down" en un concierto de su gira Speak Now Tour en Chicago en 2011, durante la cual cantaba una versión de una canción lanzada originalmente por un artista de cada parada de la gira. Hayley Williams se unió a Fall Out Boy en el escenario en 2014 para interpretar la canción como parte de un espectáculo del Super Bowl Blitz. La propia banda utilizó una muestra de la canción en "What a Catch, Donnie" y la mencionó en "Save Rock and Roll", del álbum del mismo título.

## Antecedentes
El vocalista Patrick Stump comentó que deliberadamente "arrastró" las letras en el coro de la canción para que sonara mejor, diciendo que "estaba tratando de hacer una canción punk directa por diversión" y agregó: "Vi esas letras y simplemente las grité. Pero había algo en el ritmo, donde pensé: 'Hmm, eso en realidad podría ser demasiado bueno para una simple canción punk.'" Contrario a la creencia popular, en lugar de pasar por treinta versiones antes de volver a la primera, Stump aclaró que la canción pasó por innumerables reescrituras hasta que llegaron a la versión final que fue elegida.

## Recepción comercial
"Sugar, We're Goin Down" fue el primer éxito comercial de la banda. La canción debutó en el Billboard Hot 100 el 2 de julio de 2005 en el puesto 93 y subió cada semana. Once semanas después, el 17 de septiembre de 2005, la canción entró en el top 10 alcanzando su pico en el puesto N.º 8, convirtiéndose en el primer sencillo de Fall Out Boy en llegar al top 10. En ese momento, la canción no tenía mucha difusión en la radio y se basaba solo en la fuerza de las descargas digitales, experimentando un aumento en las ventas tras la actuación de la banda en los MTV Video Music Awards de 2005. Sin embargo, después de este aumento en las descargas, las ventas cayeron y la canción bajó al puesto N.º 15 la semana siguiente. Durante este tiempo, el apoyo de la radio mainstream ayudó a estabilizar la canción mientras las descargas caían. Como resultado, "Sugar" subió en las semanas siguientes, manteniéndose en los puestos N.º 10 o 11. Pasó cinco semanas en el top 10 y 20 semanas en el top 20, y en total permaneció en las listas durante 42 semanas antes de retirarse, convirtiéndose en el sencillo más exitoso de la banda en cuanto a su posición en las listas. La canción alcanzó el puesto N.º 2 en la lista de Hot Digital Songs y llegó a la posición N.º 1 en la lista de Hot Digital Tracks. Su pico de difusión en la radio fue N.º 18 en la lista de Hot 100 Airplay. En la lista Pop 100, "Sugar, We're Goin Down" tuvo un rendimiento ligeramente mejor. Con las mismas estadísticas de descargas digitales, pero con una ventaja en la difusión por radio, la canción alcanzó la posición N.º 6 en la Pop 100, con su componente de difusión, Pop 100 Airplay, también en el puesto N.º 6. En términos de total de reproducciones versus impresiones totales, el sencillo también alcanzó el puesto N.º 6 en la lista Top 40 Mainstream. Llegó al N.º 3 en la lista de Hot Modern Rock Tracks y se convirtió en un pilar en la radio rock.

## Vídeo musical
El vídeo musical de "Sugar, We're Goin Down", dirigido por Matt Lenski, sigue la persecución y posterior rescate de un niño con cuernos de alce. El vídeo cuenta la vida de un niño con cuernos, socialmente marginado (interpretado por Donald Cumming de The Virgins), y sus sentimientos por una chica de barrio. Se deja claro que el padre de la niña (interpretado por Gerald McRaney) desaprueba la relación. Angustiado, el niño intenta cortar sus cuernos, pero es detenido por la chica. Más tarde, el padre intenta dispararle una flecha al niño, pero es atropellado por un coche. Cuando el niño se apresura a ir en ayuda del hombre, descubre que el padre tiene pezuñas de alce. Debido a eso, conectan y el padre acepta que salga con su hija. También se presentan tomas de la banda tocando en una sala de VFW (en realidad, un estudio de sonido NY). El vídeo fue grabado en la ciudad de Margaretville, Nueva York, que se encuentra en las montañas de Catskill. Los cuernos del vídeo se pueden ver también en el vídeo musical de "What a Catch, Donnie" (2008) de Fall Out Boy. Existe otra versión del vídeo, y se ha emitido en algunos canales de música de Reino Unido y de Australia. Este ofrece simplemente las imágenes de la banda tocando en el vídeo principal, pero añade imágenes de presentaciones en vivo de la banda y películas de sus giras. Esta versión ganó el premio MTV2 en los MTV Video Music Awards 2005. 

## Legado
Blender clasificó "Sugar, We're Goin Down" en el número 4 de su lista de "Las 100 mejores canciones de 2005" y About.com colocó la canción en el número 3 de su lista de "Las 100 mejores canciones pop de 2005". También fue nominada para el Premio Kerrang! a Mejor Sencillo en 2006. En 2009, el escritor de Phoenix New Times, Martin Cizmar, escribió que "Sugar, We're Goin Down" era posiblemente "la pista emo más escuchada de todos los tiempos". Los críticos musicales han considerado retrospectivamente "Sugar, We're Goin' Down" como una canción seminal que dio forma a los géneros pop punk y emo. En 2015, Billboard clasificó la canción en el número seis en su lista de las 10 mejores canciones de Fall Out Boy. En 2020, Alternative Press llamó a "Sugar, We're Goin' Down" una de las canciones pop punk más influyentes de todos los tiempos, afirmando que la canción "dio forma al género," fue "una obra maestra líricamente abstracta que dio a las bandas posteriores una excusa para escribir creativamente" y que fue "un cambio de juego." En 2021, Kerrang clasificó la canción en el número cuatro en su lista de las 20 mejores canciones de Fall Out Boy. También en 2021, Rolling Stone clasificó "Sugar, We're Goin Down" en el puesto 443 de su lista revisada de las "500 mejores canciones de todos los tiempos," señalando que la canción "marcó un cambio radical: el emo, que tenía raíces en el punk hardcore confesional, había crecido en un nuevo tipo de rock de arena a menudo altamente teatral." Variety la clasificó como una de las 25 mejores canciones emo de todos los tiempos en 2022.

### Reconocimientos
| Año  | Publicación       | País           | Reconocimiento                   | Posición | Ref.  |
| ---- | ----------------- | -------------- | -------------------------------- | -------- | ----- |
| 2005 | The Village Voice | Estados Unidos | Singles of the Year (Pazz & Jop) | 30       | [ 1 ] |

## Posicionamiento en listas
| País (Lista 2005)                       | Mejor posición |
| --------------------------------------- | -------------- |
| Canadá (CHR)                            | 10             |
| Canadá (Rock)                           | 12             |
| Escocia (Scottish Singles Chart)        | 9              |
| Estados Unidos (Adult Top 40)           | 10             |
| Estados Unidos (Alternative Songs)      | 3              |
| Estados Unidos (Billboard Hot 100)      | 8              |
| Estados Unidos (Digital Songs)          | 2              |
| Estados Unidos (Mainstream Top 40)      | 6              |
| Estados Unidos (Mainstream Rock Tracks) | 36             |
| Estados Unidos (Pop 100)                | 6              |
| Irlanda (Irish Singles Chart)           | 33             |
| Países Bajos (Dutch Single Top 100)     | 99             |
| Reino Unido (UK Singles Chart)          | 8              |

## Certificaciones
| País           | Organismo certificador | Certificación | Ventas certificadas | Ref.  |
| -------------- | ---------------------- | ------------- | ------------------- | ----- |
| Canadá         | MC                     | Oro           | 40 000              | [ 2 ] |
| Estados Unidos | RIAA                   | 8× Platino    | 8 000 000           | [ 3 ] |
| Estados Unidos | RIAA (Mastertone)      | Oro           | 500 000             | [ 3 ] |
| Reino Unido    | BPI                    | 2× Platino    | 1 200 000           | [ 4 ] |